# Malthonica sardoa
Malthonica sardoa är en spindelart som beskrevs av Brignoli 1977. Malthonica sardoa ingår i släktet Malthonica och familjen trattspindlar. Inga underarter finns listade i Catalogue of Life.